# سفارت لائوس در مسکو
سفارت لائوس در مسکو (روسی: Малая Никитская ул. , ۱۸) نماینده سیاسی این کشور و یک سفارت در روسیه است که در مسکو واقع شده‌است